# DSVR
Das Distributed Simulation and Virtual Reality Environment (DSVR) ist eine auf mehrere Prozessoren verteilbare Implementierung der Visualisierungs-Pipeline.

## Allgemeines
Das DSVR wurde ab 1995 am Regionalen Rechenzentrum für Niedersachsen und am Forschungszentrum L3S entwickelt und in mehreren Forschungsprojekten um Funktionen erweitert und für den Einsatz auf parallelen Hoch- und Höchstleistungsrechnern optimiert. Einen weiteren Bestandteil macht die Unterstützung für Peripherie-Geräte zur Generierung virtueller Umgebungen aus. Zusammen mit Anwendungspartnern entstanden zwischen 1996 und 2007 exemplarische Nutzungen und interaktive 3D-Visualisierungen von atmosphärischen und ozeanischen Konvektionen simuliert durch PALM sowie von Ergebnissen aus numerischen Simulationen komplexer Strömungen und morphodynamischer Materialien.

## Statische Struktur
Das DSVR besteht aus den Komponenten libDVRP zum Filtern und Abbilden auf Beschreibungen von 3D-Geometrien und Materialien, dvrserver zum Replizieren des 3D-Streams auf Arbeitsplatzrechner und dem Rendering- und Darstellungs-Plug-in DocShow-VR. Seit 2006 existiert eine rudimentäre Java-Implementierung von DocShow-VR, die das in C geschriebene Plug-in für Web-Browser langfristig ablösen wird.

## Dynamik
Grundlage des DSVR ist das 3D-Streaming-Datenformat DVRS, das eine Zeitreihe von DVR-Dateien auf einem Host definiert. DocShow-VR kontaktiert bei seinem Aufruf mit einer DVRS-Datei den dvrserver und fordert eine Zeitreihe vom benannten Host an. Der Host sendet die Dateien im Push-Verfahren. Wenn der Dateigenerator ebenfalls synchron beim dvrserver per libDVRP angemeldet ist, kann ein Steuerungskanal aufgebaut werden, über den Kommandos, die in DocShow-VR eingegeben werden, beim Generator Parameteränderungen nach sich ziehen.

## Nutzung und Lizenz
Ein Computerprogramm ruft die Programmierschnittstelle der libDVRP auf und bindet die Bibliothek vor der Ausführung. Die Nutzung der Software ist frei. Der Quelltext ist nur für Forschungspartner erhältlich.

## Plattformen
Das DSVR läuft mit gebietszerlegenden Anwendungen auf 32- und 64-Bit-Rechnern unter AIX, Cygwin, HP-UX, Irix, Linux und MS Windows. Message Passing Interface wird von libDVRP optional genutzt.